# Miguel Barnet
Pour les articles homonymes, voir Barnet.
Miguel Barnet (né Miguel Angel Barnet Lanza le 28 janvier 1940 à La Havane, Cuba) est un écrivain, homme politique et ethnologue cubain. Barnet fait des études en sociologie auprès de Fernando Ortiz Fernández, pionnier de l’anthropologie cubaine, à l'Université de La Havane.

## Œuvres littéraires

### Romans
- Biografía de un cimarrón (1966)
- Canción de Rachel (1969)
- Gallego (1983)
- La vida real (1986)
- Oficio de ángel (1989)

### Poésie
- La piedrafina y el pavorreal (1963)
- Isla de güijes (1964)
- La sagrada familia (1967)
- Orikis y otros poemas (1980)
- Carta de noche (1982)
- Viendo mi vida pasar (anthology, 1987)
- Mapa del tiempo (1989)
- Poemas chinos (1993)
- Con pies de gato (anthology, 1993)
- Actas del final (2000)
- Gioco Comune, Trieste, FrancoPuzzoEditore, Premio Internazionale Trieste Poesia, 2005

### Essais et ethnographies
- Akeké y la Jutía. Fábulas cubanas
- Cultos Afrocubanos. La Regla de Ocha. La Regla de Palo Monte (1995)
- La fuente viva (1998)

## Adaptation au cinéma
- La rumbera, film italien de Piero Vivarelli sorti en 1998, adapté du roman Canción de Rachel de Barnet

## Prix et reconnaissances
- 2018: Latin Awards Canada: Reconnaissance de trajectoire [1],[2]